# NGC 4225
NGC 4225 est une galaxie lenticulaire située dans la constellation du Corbeau. NGC 4225 a été découverte par l'astronome britannique John Herschel en 1828.

## Caractéristiques
Sa vitesse par rapport au fond diffus cosmologique est de 5 547 ± 44 km/s, ce qui correspond à une distance de Hubble de 81,8 ± 5,8 Mpc (∼267 millions d'al).